# Bad Colberg
Bad Colberg ist ein staatlich anerkannter Ort mit Heilquellenkurbetrieb im Heldburger Land in Thüringen. Der Ort gehört zur Stadt Heldburg im Landkreis Hildburghausen und hat 142 Einwohner (Stand 1. Januar 2020).

## Geografie
Bad Colberg liegt an der Rodach etwa 15 Kilometer westlich von Coburg. Nachbarorte von Bad Colberg sind Ummerstadt im Süden und Sülzfeld im Norden. Westlich und östlich von Bad Colberg befinden sich ausgedehnte Waldgebiete. Der Ort selbst liegt auf der Westseite der Rodach, während sich auf der Ostseite die Kurklinik befindet.

## Geschichte und Kurbetrieb
Der Ort „Colberg“ wurde 1288 erstmals urkundlich erwähnt. Nach dem Erbbuch des Klosters Sonnefeld von 1514 war das Dorf in gemengter Herrschaft. Das Kloster besaß 8,5 Güter, eine Mühle, ein Weinberg, ein Rain und ein Feld.

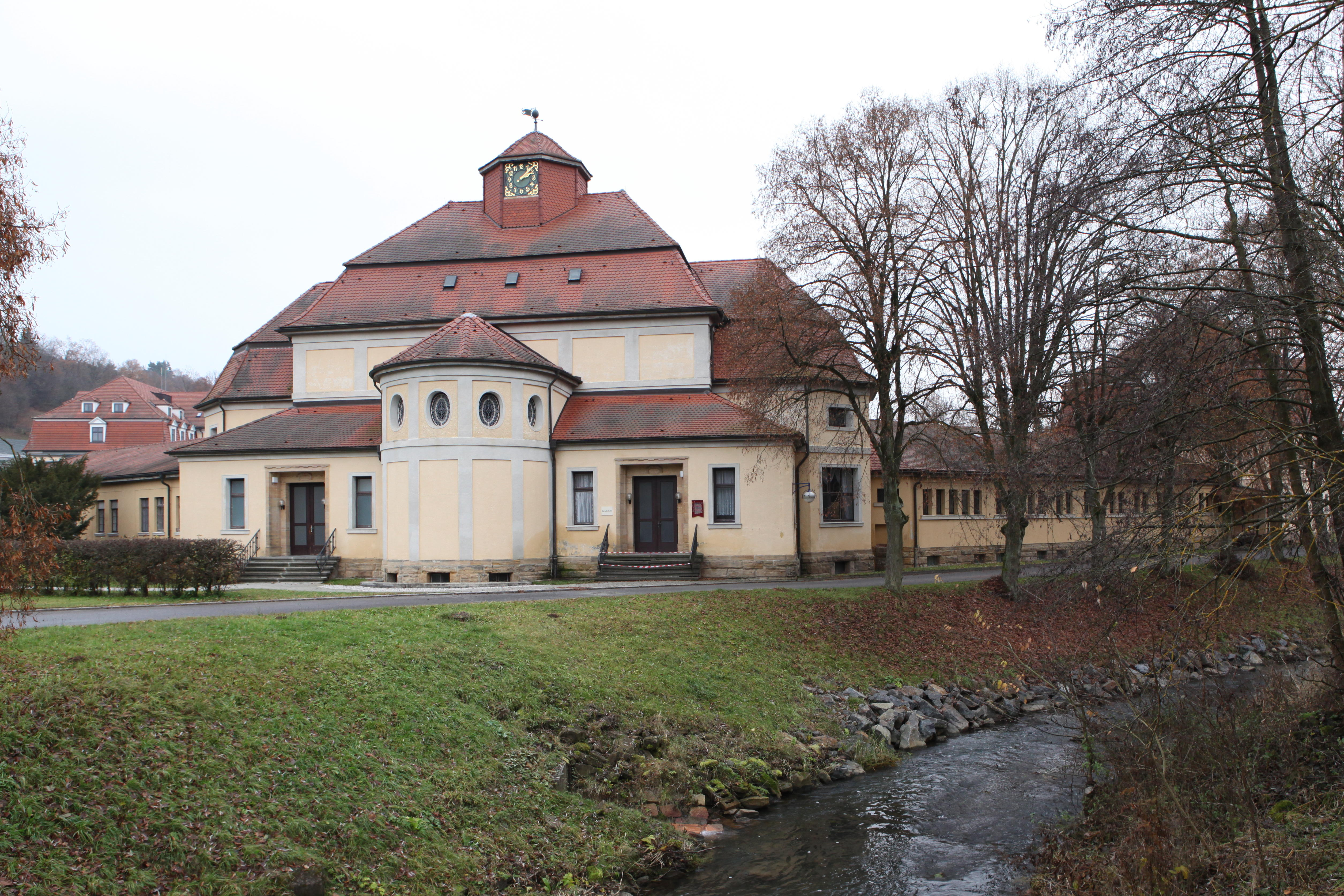
Sprudelhalle (1910) der historischen Kuranlage an der Rodach

Im Jahr 1907 wurde im Rahmen einer planmäßigen Minerallagerstätten-Erkundung, die das Kaliunternehmen Glückauf Werra in Auftrag gegeben hatte, eine stark salzhaltige Thermalquelle entdeckt. Die Analyseergebnisse der aus einer Tiefe von etwa 470 Meter geförderten Sole waren mit den Werten von Wiesbaden und Karlsbad vergleichbar. Sie weckten aufgrund der Nähe zu den Residenzstädten Meiningen und Coburg Hoffnungen auf den Beginn einer Kurbadtradition. Am 26. Juli 1910 eröffnete eine neu gegründete Badegesellschaft ein Bade- und Kurhaus mit einem 11.000 Quadratmeter großen Kurpark. Der Badebetrieb endete mit dem Ausbruch des Ersten Weltkriegs im Sommer 1914. Während des Kriegs wurde die Klinik als Kriegsgefangenenlager für ranghohe Offiziere genutzt.
Die politischen Veränderungen nach dem Krieg, vor allem der Anschluss des Freistaats Coburg an den Freistaat Bayern, verhinderten die erhoffte weitere Entwicklung. 1921 erwarb die Thüringische Landesversicherungsanstalt die Anlage. Sie ließ 1927 eine fluoridhaltige Natrium-Chlorid-Thermalquelle in 632 Meter Tiefe erschließen und baute die Kuranlagen bis 1930 in neubarocken Formen mit hufeisenförmigem Grundriss und einer 170 Meter langen Wandelhalle aus. Einen Sanatoriumsbetrieb mit 180 Betten gab es bis 1939. Im Zweiten Weltkrieg folgte eine Nutzung als Lazarett und Kinderheim.
Von dieser Infrastruktur zehrte die Gemeinde bis zur Wende, denn in der DDR-Zeit war Bad Colberg nur mit einer Sondererlaubnis erreichbar, da es im Sperrgebiet lag. Genutzt wurde die Kurklinik in der Zeit von 1950 bis 1990 als Sanatorium für die Angehörigen des damaligen Ministeriums des Innern der DDR. Nach dem Erbohren einer magnesiumhaltigen Calcium-Sulfat-Thermalquelle in 920 Meter Tiefe im Jahr 1974 wurden im selben Jahr eine Trinkhalle und ein Schwimmbad errichtet. 1976/1977 folgte der Bau einer Sporthalle und 1978/1979 der Bau zweier Wohnhäuser für das Personal sowie ein Einfamilienhaus für den leitenden Arzt. Ab 1984 trug das Sanatorium des Ministeriums des Innern den Namen „Dr. Kurt Fischer“.

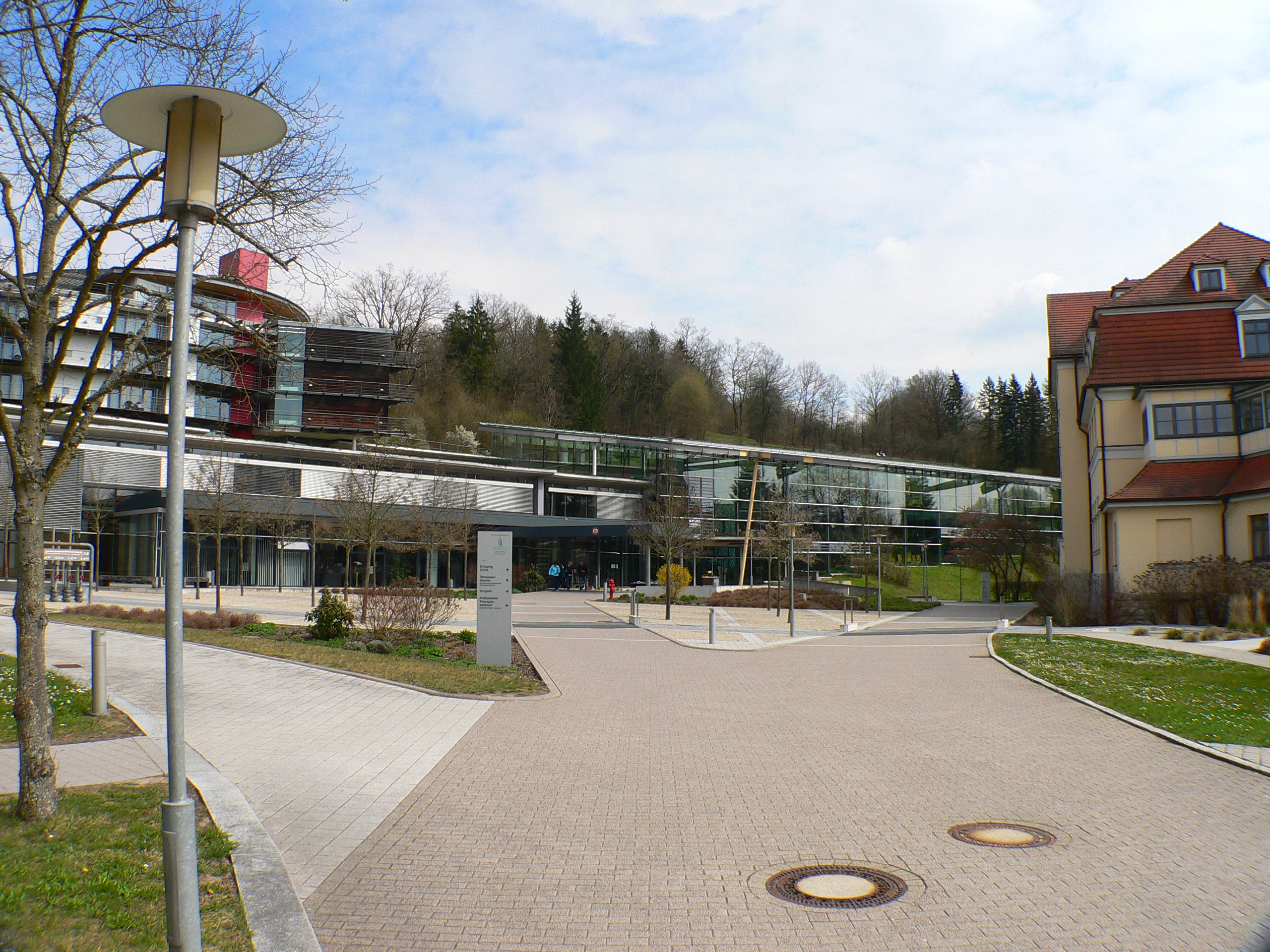
Terrassentherme Bad Colberg

Nach der Rückübertragung an die Landesversicherungsanstalt Thüringen im Februar 1991 veranlasste diese im Jahr 1994 Bohrungen, die in 1400 Meter Tiefe auf eine schwefelhaltige Thermalsole trafen. Damit begann der Ausbau Bad Colbergs zu einem modernen Kurort. Ein Klinikneubau mit 300 Betten und einer Terrassentherme wurde ab 1994 errichtet und am 31. Mai 1997 in Betrieb genommen. Die alten Kureinrichtungen wurden dem historischen Vorbild entsprechend saniert. 2005 pachtete die Dengg Kliniken Consult GmbH die Rehabilitationsklinik und setzte ab 2007 Gebäudeteile in Stand. 2016 übernahmen die Median Kliniken die Klinik. Zum Ende des Jahres 2023 wurde der Median-Standort Bad Colberg geschlossen und allen 121 Mitarbeitern gekündigt.
Mit Wirkung zum 23. März 1993 wurde Colberg in die neu gebildete Gemeinde Bad Colberg-Heldburg eingegliedert. Im Juni 2002 folgte die staatliche Anerkennung zum Ort mit Heilquellenkurbetrieb. Seit dem 1. Januar 2019 gehört Bad Colberg zur neugebildeten Stadt Heldburg.

## Kirche
- St. Katharina

## Wirtschaft und Verkehr
Die Rehabilitationsklinik mit Terrassentherme war der wichtigste Arbeitgeber der Region.
Coburg ist in 20 Minuten mit dem Auto erreichbar. Weitere Straßen verbinden Bad Colberg mit Bad Rodach im Norden, Heldburg im Westen und Seßlach im Süden.